# نويل تومسون
نويل تومسون (بالإنجليزية: Noel Thompson)‏ هو صحفي بريطاني، ولد في 1957.